# Plisii
Plisii (gr. Πλησιοί) – wieś w Grecji, w administracji zdecentralizowanej Epir-Macedonia Zachodnia, w regionie Epir, w jednostce regionalnej Arta, w gminie Arta. Miejscowość jest położona 4 km na południowy zachód od miasta Arta oraz 25 km na północny wschód od Prewezy.

## Populacja
Źródło: